# Alex Perolli
Alex Perolli, we Włoszech i w Meksyku znany również jako Skender Perolli (ur. 14 lipca 1923 w Tiranie, zm. 19 marca 1994 w Montrealu) – albański piłkarz grający na pozycji napastnika, trener.

## Kariera piłkarska
Alex Perolli w latach 1948–1949 reprezentował barwy austriackiego Sturmu Graz.

## Kariera trenerska
Alex Perolli po zakończeniu kariery piłkarskiej rozpoczął karierę trenerską. W latach 1949–1951 trenował włoski Chinotto Neri Roma, a w latach 1951–1952 trenował drużyny młodzieżowe klubu. W sezonie 1954/1955 trenował występującego w IV Serie US Avellino 1912, z którym zajął 11. miejsce w Grupie H, a także w 1955 roku przez krótki czas trenował FC Casertanę oraz reprezentację Włoch U-23.
Następnie wyjechał do Montrealu, gdzie trenował występującego w ligach ISL i NSL Montréal Concordia (1961) i Montréal Cantalia (1962). Następnie wrócił do Włoch, gdzie w sezonie 1962/1963 trenował występujący w Serie C Del Duca Ascoli, do którego sprowadził swoich zawodników z Kanady włoskiego pochodzenia m.in.: Nevio Vargliena, jednakże z powodu słabych wyników został zastąpiony przez Alfredo Nottiego.
Następnie wrócił do Kanady, gdzie w 1963 roku był trenerem SC Montréal oraz w sezonie 1966 występującego w lidze ECPSL Toronto Inter-Roma, z którym wygrał rozgrywki ligowe, po czym wyjechał do Meksyku, w którym w sezonie 1966/1967 trenował CD Veracruz, natomiast w sezonie 1967/1968 CF Monterrey, po czym ponownie wrócił do Kanady, gdzie trenował Serbian White Eagles (1968) i Toronto Greeks (1969).
W sezonie 1970 został trenerem występującego w lidze NASL Rochester Lancers, jednak po 13 meczach został zastąpiony najpierw przez Charlesa Schiano, potem przez Sala DeRosę. W sezonie 1972/1973 ponownie trenował meksykański CD Veracruz.
12 stycznia 1974 roku został trenerem występującego w lidze NASL Los Angeles Aztecs, z którym 25 sierpnia 1974 roku na Orange Bowl w Miami po wygranym po serii rzutów karnych 5:3 (3:3 po dogrywce) z Miami Toros finale rozgrywek zdobył Soccer Bowl (trofeum za mistrzostwo NASL).
Następnie w sezonie 1975 trenował San Antonio Thunder, jednak z powodu słabych wyników (1 zwycięstwo w 9 meczach) został zwolniony, natomiast w sezonie 1976 trenował występujący w lidze NSL Buffalo Blazers.
W sezonie 1980 ponownie trenował Rochester Lancers, z którym zajął przedostatnie, 4. miejsce w Northern Division.

## Sukcesy

### Trenerskie
Toronto Inter-Roma
- Mistrzostwo ECPSL: 1966

Los Angeles Aztecs
- Mistrzostwo NASL: 1974

## Życie prywatne
Alex Perolli posiadał również obywatelstwo austriackie, kanadyjskie i włoskie. Zmarł 19 marca 1994 roku w Montrealu.